# Hugo Stinnes
Hugo Dieter Stinnes (nato Hugo Adolf Eugen Victor Stinnes); Mülheim an der Ruhr, 12 febbraio 1870 – Berlino, 10 aprile 1924) è stato un imprenditore e politico tedesco, membro del Reichstag dal 1920 al 1924 (alla sua morte). Durante l'ultimo periodo dell'Impero tedesco e la prima Repubblica di Weimar, era considerato uno degli imprenditori più influenti d'Europa.

## Biografia
Stinnes nacque a Mülheim, nella valle della Ruhr, nella Confederazione della Germania del Nord. I suoi genitori, Hermann Hugo (1842-1887) e Adeline Stinnes (1844-1925), e suo nonno, Matthias Stinnes, avevano fondato una modesta impresa commerciale a Mülheim, chiamata Mathias Stinnes KG.
Dopo aver superato l'esame di maturità in una scuola secondaria (Realschule), il giovane Stinnes fu collocato in un ufficio a Coblenza dove ricevette una formazione commerciale. Al fine di acquisire una conoscenza pratica dell'industria mineraria, lavorò per alcuni mesi come minatore presso la miniera di carbone di Wiethe. Poi, nel 1889, frequentò un corso di istruzione presso la Bergakademie Berlin (nel 1916 fuse la Technische Hochschule di Charlottenburg, ora Technische Universität Berlin). Nel 1890 ereditò le miniere di carbone e altre imprese finanziarie del padre.
A poco a poco, dal lavoro nell'industria del carbone, acquistò il suo cantiere navale. Iniziò anche ad acquistare navi marittime, piroscafi fluviali e chiatte, queste ultime (soprattutto sul Reno) su scala sempre crescente. Successivamente organizzò un vasto commercio internazionale di carbone e aveva 13 piroscafi che commerciavano da e per i porti del Mare del Nord, del Baltico, del Mediterraneo e del Mar Nero. Trasportavano carbone, legna, grano e minerale di ferro. All'età di 23 anni, Stinnes aveva fortemente investito nell'industria siderurgica. Importò anche grandi quantità di carbone inglese e aveva un'agenzia a Newcastle, oltre a un interesse in alcune miniere inglesi. Questo lo portò a stabilire filiali della sua attività ad Amburgo e a Rotterdam.
Sin dalla sua fondazione nel 1898, Stinnes fece parte del consiglio di amministrazione della Rheinisch-Westfälisches Elektrizitätswerk Aktiengesellschaft (RWE). Immaginava di utilizzare il vapore delle sue miniere per azionare le turbine per la produzione di elettricità. Non appena Stinnes riconobbe il potenziale di RWE, lui e il magnate dell'acciaio Fritz Thyssen acquistarono azioni per diventare azionisti di maggioranza. La ragione della rapida crescita di RWE furono i permessi forniti dalle comunità. Tuttavia, poiché queste concessioni erano limitate nel tempo, scelse di rendere le comunità azioniste permanenti e diede a ciascun sindaco un'auto.
Nel 1893 fondò la Stinnes, impresa tedesca attiva nei settori di edilizia, acciaio, elettricità, ecc. Anche se il suo decollo nel mondo economico fu dovuto alle sue incontestabili capacità di lavoro, durante la guerra fu molto favorito dalla sua vicinanza con lo stato maggiore, e fu uno degli imprenditori tedeschi più avvantaggiati dal conflitto, avvicinandosi al mondo della politica. In collaborazione con le agenzie militari tedesche come il Dipartimento delle materie prime di guerra, si espanse nella produzione di energia e metalli, nonché nell'industria chimica e metallurgica, fondando l'Erftwerk e sviluppando i giacimenti di materie prime delle potenze centrali amiche Romania e Turchia, ma anche attraverso l'aggressiva germanizzazione del Belgio. Insieme ad altri industriali tedeschi come Walther Rathenau e Carl Duisberg, chiese al governo tedesco di procurarsi forzatamente non solo materie prime e macchinari dal Belgio, ma anche la manodopera di cui aveva urgente bisogno. Ciò portò alla deportazione di decine di migliaia di civili belgi, condotti in Germania per il lavoro forzato nell'industria e nelle miniere. 

### L'ascesa politica

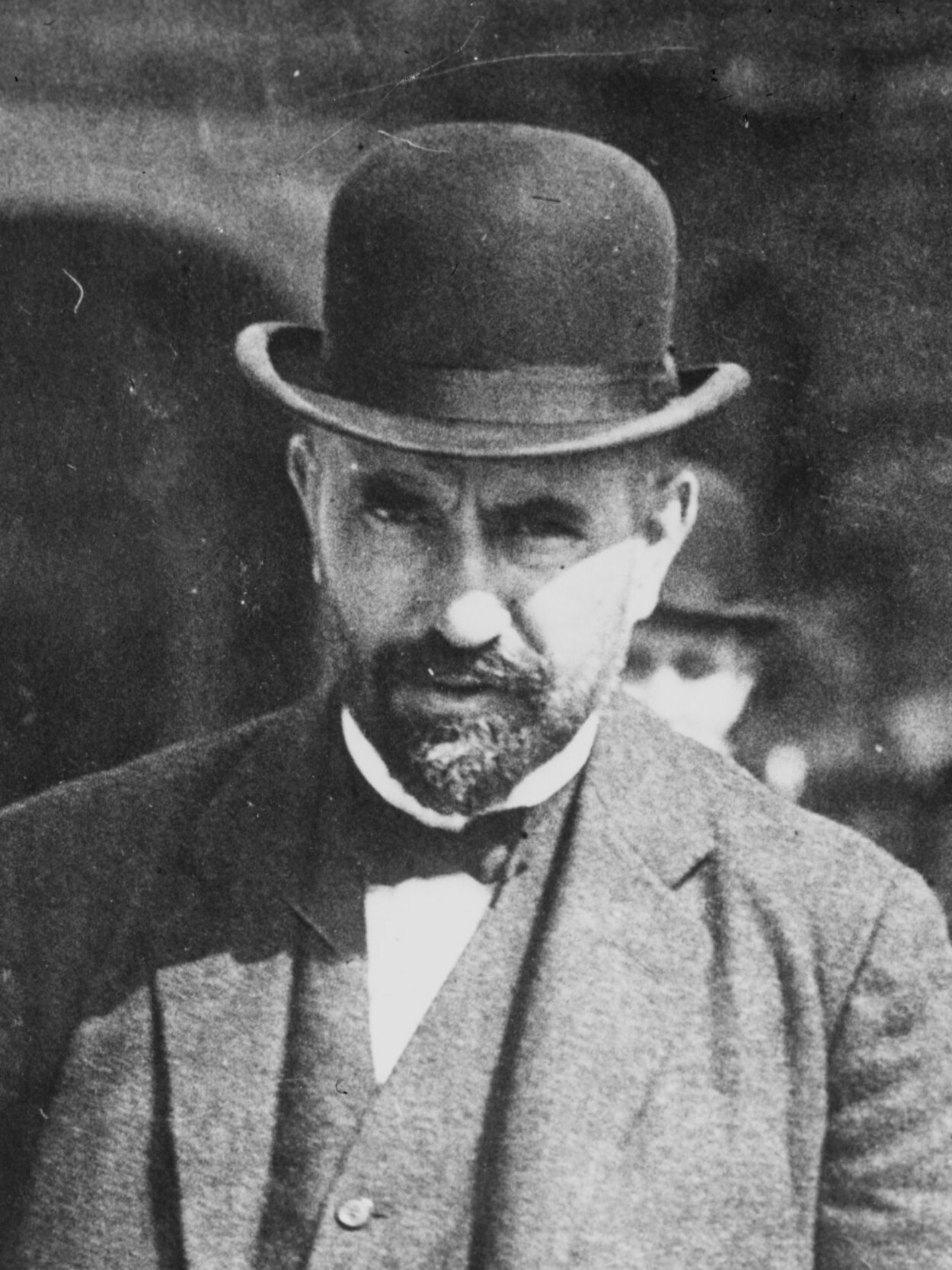
Hugo Stinnes tra il 1915 e il 1920

L'ascesa di Stinnes fino a diventare un politico importante e influente, avvenne nel periodo di sconvolgimenti tra la fine della guerra e la formazione della Repubblica di Weimar. Come figura economica chiave nel mantenimento del benessere civile, fu significativamente coinvolto nei negoziati e nella riconciliazione con il movimento operaio dopo la rivoluzione di novembre, anche come membro del Gruppo di lavoro centrale. In qualità di capo negoziatore dei datori di lavoro, fu determinante nell'accordo Stinnes-Legien del 1918. Al fine di scongiurare ulteriori richieste di socializzazione, l'accordo riconobbe i sindacati e introdusse la giornata lavorativa di otto ore in Germania. Rappresentò anche gli interessi delle imprese tedesche come membro del comitato esecutivo dell'Associazione del Reich delle industrie tedesche e come esperto nei negoziati per le riparazioni alla Conferenza di Spa nel 1920. Lì, con un discorso squillante, lasciò una "cattiva impressione" (Peter Krüger) sulle potenze vincitrici, che il più compiacente ministro degli Esteri del Reich Walter Simons riuscì ad ammorbidire.
Fin dai primi anni '20, Stinnes fu generalmente considerato il portavoce dell'economia tedesca. Nel 1923, la rivista Time lo descrisse addirittura come il nuovo imperatore di Germania. Dal 1920 al 1924 fu deputato popolare al Reichstag, in quegli anni divenne anche uno dei principali proprietari di carta stampata in Germania; si oppose alle estenuanti condizioni imposte alla Germania dalla conferenza di pace di Parigi nel Trattato di Versailles. Come politico cercò anche la concertazione tra imprenditori e sindacati e fu anche molto abile a sfruttare l'iperinflazione, espandendo enormemente (e a costo praticamente zero) il suo impero, tanto da diventare noto come Inflationskönig. Facendosi così un'ulteriore fama di profittatore.

### L'espansione nella Repubblica di Weimer
Durante la prima guerra mondiale, Stinnes divenne uno dei più importanti fornitori di guerra per l'esercito tedesco, anche grazie all'ampia produzione di munizioni dell'Unione di Dortmund. In collaborazione con le agenzie militari tedesche come il Dipartimento delle materie prime di guerra, si espanse nella produzione di energia e metalli, nonché nell'industria chimica e metallurgica, ad esempio fondando l'Erftwerk e sviluppando i giacimenti di materie prime delle potenze centrali amiche Romania e Turchia, ma anche attraverso l'aggressiva "germanizzazione" del Belgio Depositi di materie prime. Insieme ad altri industriali tedeschi come Walther Rathenau e Carl Duisberg, alla fine chiese al governo tedesco di procurarsi forzatamente non solo materie prime e macchinari dal Belgio, ma anche la manodopera di cui aveva urgente bisogno. Ciò portò alla deportazione in Germania di decine di migliaia di civili belgi per il lavoro forzato nell'industria e nelle miniere.

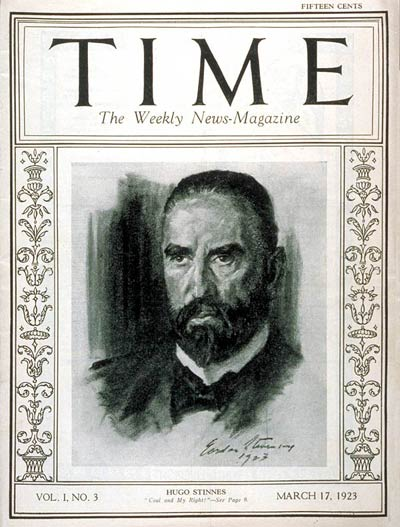
La copertina di Time, 17 marzo 1923

All'inizio della guerra perse gran parte delle proprietà della Hugo Stinnes GmbH, in particolare la flotta mercantile, e a causa della sconfitta tedesca nella guerra, perse le proprietà delle sue compagnie di carbone e acciaio, i giacimenti di minerale francese e di carbone della Lorena del Lussemburgo. Inoltre, l'occupazione della Ruhr colpì la maggior parte del suo conglomerato aziendale.
Nonostante queste perdite, Stinnes riuscì a controllare una parte considerevole dell'economia tedesca nella Repubblica di Weimar  attraverso le sue società private e in particolare attraverso le sue varie partecipazioni e gruppi di interesse, in particolare l'Unione Reno-Elba. Stinnes investì principalmente in Reichsmark nell'industria manifatturiera, nell'ingegneria meccanica e nella costruzione di veicoli, nelle compagnie di navigazione, nelle cartiere e nell'industria dei giornali. Beneficiò in particolare della carenza di materie prime nel Reich tedesco causata dalle conseguenze della prima guerra mondiale, che da un lato aumentò il valore dell'industria del carbone e dell'acciaio rispetto all'industria di trasformazione e, dall'altro, rese auspicabile una fusione con i fornitori di materie prime per le successive fasi della produzione, che erano costantemente in lotta per l'approvvigionamento dei prodotti intermedi necessari. Nel 1923, egli stesso giudicò in una lettera a Eberhard Gothein: "I trust verticali che mi vengono attribuiti come figli prediletti erano naturalmente prodotti del loro tempo: conseguenze di una produzione insufficiente e della mancanza di capitale circolante". 

### Morte
Stinnes morì all'età di 54 anni, a Berlino, il 10 aprile 1924, a seguito di un'operazione alla cistifellea. Sebbene il suo impero finanziario fosse costituito da circa 4500 aziende e 3000 impianti di produzione, crollò entro un anno dalla sua morte. Parti del suo impero continuarono come Stinnes AG (ora DB Mobility Logistics), Hugo Stinnes Schiffahrt e RWE, il secondo più grande fornitore di energia in Germania.

## Vita privata
Nel 1895, Hugo Stinnes sposò Cläre Wagenknecht; la coppia ebbe sette figli: Edmund Hugo (1896-1980), Hugo Hermann (1897-1982), Clärenore (1901-1990), Otto (1903-1983), Hilde (1904-1975), Ernst (1911-1986) ed Else (1913-1997). La loro figlia Clärenore è stata la prima donna europea a circumnavigare il mondo con un'automobile nel 1929.
Suo figlio Edmund Stinnes era un finanziere che lasciò la Germania; nel 1945 offrì la sua casa di Ascona per i negoziati che portarono alla resa delle truppe tedesche in Italia.